# Grundulus
Grundulus és un gènere de peixos de la família dels caràcids i de l'ordre dels caraciformes.

## Taxonomia
- Grundulus bogotensis (Humboldt, 1821)[3]
- Grundulus cochae (Román-Valencia, Paepke & Pantoja, 2003)[4]
- Grundulus quitoensis (Román-Valencia, Ruiz C. & Barriga, 2005)[5][6][7][8][9][10][11][12]